# Safaliba (Volk)
Die Safaliba (auch: Safazo) sind ein Volk in Ghana mit ca. 4.000 (2003) Mitgliedern. Ihre Sprache ist das gleichnamige Safaliba aus der Gruppe der Gur-Sprachen.
Safaliba gehört zu den Oti-Volta-Sprachen und ist dem Frafra, Mòoré und Wala verwandt.